# Макино (парк штата)

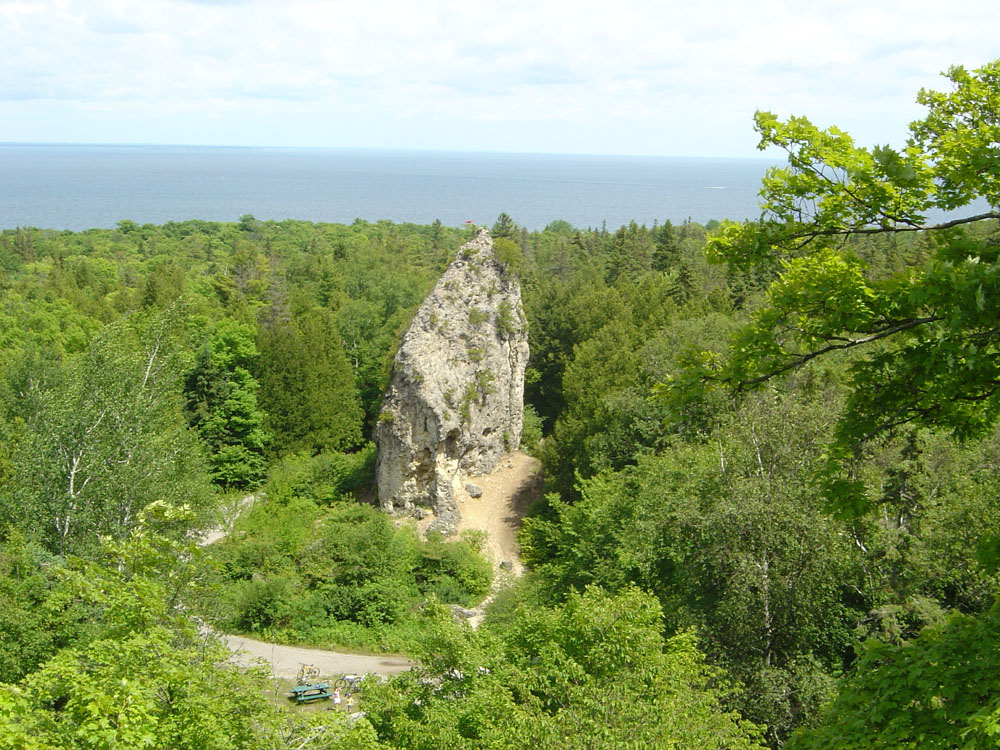
Скала Sugar Loaf

Парк штата Мичиган «Остров Ма́кино» (англ. Mackinac Island State Park) — охраняемая территория в штате Мичиган. Занимает площадь 7 км², что составляет восемьдесят процентов территории одноимённого острова. Парк был основан в 1875 году как Национальный парк Макино и стал вторым национальным парком США после Йеллоустонского. В 1895 году парк был передан от федерального правительства правительству штата Мичиган.
В парке находятся как природные, так и рукотворные достопримечательности. Природные достопримечательности — это в основном пещеры и скальные формации. В число рукотворных достопримечательностей острова входят форт Макино, основанный во время Войны за независимость США, несколько церквей и других исторических зданий.